# Tanyproctus sinaiticus
Tanyproctus sinaiticus är en skalbaggsart som beskrevs av Lucas Friedrich Julius Dominikus von Heyden 1899. Tanyproctus sinaiticus ingår i släktet Tanyproctus och familjen Melolonthidae. Inga underarter finns listade i Catalogue of Life.